# Astroblepus regani
Astroblepus regani är en fiskart som först beskrevs av Pellegrin, 1909.  Astroblepus regani ingår i släktet Astroblepus och familjen Astroblepidae. Inga underarter finns listade.